# Sigismund Franjo Tirolski
Sigismund Franjo Tirolski (Innsbruck, 28. studenoga 1630. – 25. lipnja 1665.) bio je od 1662. do 1665. vladar austrijskog Vorlandea i Tirola kao i nositelj više biskupskih funkcija.